# Luncavița (gmina w okręgu Tulcza)
Luncavița – gmina w Rumunii, w okręgu Tulcza. Obejmuje miejscowości Luncavița i Rachelu. W 2011 roku liczyła 4244 mieszkańców. 